# Elaphoglossum aristeguietae
Elaphoglossum aristeguietae là một loài dương xỉ trong họ Dryopteridaceae. Loài này được Vareschi mô tả khoa học đầu tiên năm 1966.
Danh pháp khoa học của loài này chưa được làm sáng tỏ. 